# Marathon van Fukuoka 1968
De marathon van Fukuoka 1968 werd gelopen op zondag 8 december 1968. Het was de 22e editie van de marathon van Fukuoka. Aan deze wedstrijd mochten alleen mannelijke elitelopers deelnemen. De Engelsman William Adcocks kwam als eerste over de streep in 2:10.47,8.

## Uitslagen
| rang   | naam                | land | tijd      |
| ------ | ------------------- | ---- | --------- |
| Goud   | William Adcocks     | ENG  | 2:10.47,8 |
| Zilver | Yoshiaki Unetani    | JPN  | 2:12.40,6 |
| Brons  | Tadaaki Ueoka       | JPN  | 2:13.37,6 |
| 4      | Ismail Akcay        | TUR  | 2:13.43,6 |
| 5      | Akio Usami          | JPN  | 2:13.51,8 |
| 6      | Amby Burfoot        | USA  | 2:14.28,8 |
| 7      | Kazuo Yamashita     | JPN  | 2:14.44   |
| 8      | Masatsugu Futsuhara | JPN  | 2:16.23   |
| 9      | Hayami Tanimura     | JPN  | 2:16.42   |
| 10     | Toru Terasawa       | JPN  | 2:17.23   |
| 11     | Masanao Haranishi   | JPN  | 2:19.03   |
| 12     | Isamu Sugihara      | JPN  | 2:19.48   |
| 13     | Demissie Wolde      | ETH  | 2:20.18   |
| 14     | Hiroyuki Urakawa    | JPN  | 2:20.37   |
| 15     | Tamotsu Taniguchi   | JPN  | 2:21.06   |
| 16     | Takahiro Urakawa    | JPN  | 2:21.27   |
| 17     | Kazuo Matsubara     | JPN  | 2:21.47   |
| 18     | Hiromichi Kuroishi  | JPN  | 2:22.03   |
| 19     | Hiroshi Sakai       | JPN  | 2:22.19   |
| 20     | Nobuyoshi Sadanaga  | JPN  | 2:22.46   |

1947 ·
1948 ·
1949 ·
1950 ·
1951 ·
1952 ·
1953 ·
1954 ·
1955 ·
1956 ·
1957 ·
1958 ·
1959 ·
1960 ·
1961 ·
1962 ·
1963 ·
1964 ·
1965 ·
1966 ·
1967 ·
1968 ·
1969 ·
1970 ·
1971 ·
1972 ·
1973 ·
1974 ·
1975 ·
1976 ·
1977 ·
1978 ·
1979 ·
1980 ·
1981 ·
1982 ·
1983 ·
1984 ·
1985 ·
1986 ·
1987 ·
1988 ·
1989 ·
1990 ·
1991 ·
1992 ·
1993 ·
1994 ·
1995 ·
1996 ·
1997 ·
1998 ·
1999 ·
2000 ·
2001 ·
2002 ·
2003 ·
2004 ·
2005 ·
2006 ·
2007 ·
2008 ·
2009 ·
2010 ·
2011 ·
2012 ·
2013 ·
2014 ·
2015 ·
2016 ·
2017